# Wölkershof
Wölkershof ist eine Wüstung im Statistischen Bezirk 10 der kreisfreien Stadt Nürnberg.

## Geschichte
Gegen Ende des 18. Jahrhunderts gab es in Wölkershof 3 Anwesen (1 Wirtshaus, 2 Häuser). Das Hochgericht übte die Reichsstadt Nürnberg aus, was aber vom brandenburg-ansbachischen Vogtamt Schönberg bestritten wurde. Alleiniger Grundherr war das Zinsmeisteramt der Reichsstadt Nürnberg.
Im Rahmen des Gemeindeedikts wurde Wölkershof dem 1808 gebildeten Steuerdistrikt Gleißhammer und der im selben Jahr gegründeten Ruralgemeinde Gleißhammer zugeordnet. 1825 wurde Wölkershof nach Nürnberg eingemeindet.

### Einwohnerentwicklung
| Jahr      | 001818 | 001840 |
| Einwohner | 39     | 36     |
| Häuser    | 3      | 3      |
| Quelle    | [ 4 ]  | [ 5 ]  |

## Religion
Der Ort war seit der Reformation überwiegend protestantisch. Ursprünglich waren die Einwohner evangelisch-lutherischer Konfession nach St. Lorenz (Nürnberg) gepfarrt, später nach St. Peter (Nürnberg).